# Bevil Grenville
Bevil Grenville (23 mars 1596 - 5 juillet 1643), seigneur des manoirs de Bideford dans le Devon et de Stowe dans la paroisse de Kilkhampton, en Cornouailles, est un commandant royaliste pendant la Première révolution anglaise. Il est tué au combat dans des circonstances héroïques à la bataille de Lansdowne en 1643. Il est député du comté de Cornouailles en 1621-1625 et 1640-1642, et de l'arrondissement de Launceston en Cornouailles, en 1625-1629 et 1640.

## Origines

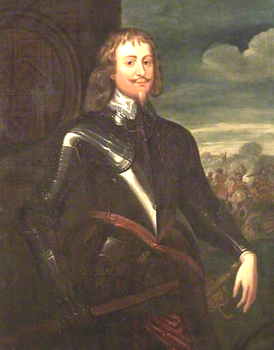
Sir Bevil Grenville, d'après Van Dyck, Victoria & Albert Museum, Londres, réf : BATVG:P:1954.2. Une autre peinture à l'huile existe à Hartland Abbey, Devon

Grenville est né près de Withiel, à l'ouest de Bodmin (Cornouailles), le fils de Sir Bernard Grenville (1567-1636) de Bideford dans le Devon et Stowe dans la paroisse de Kilkhampton en Cornouailles, et de son épouse Elizabeth Bevil, fille et héritière de Philip Bevil, nièce et héritière de Sir William Bevil. Il est le petit-fils de Sir Richard Grenville (1542-1591), l'héroïque capitaine de la marine élisabéthaine, explorateur et soldat. La famille Grenville a été pendant des siècles seigneurs des manoirs de Stowe  dans la paroisse de Kilkhampton en Cornouailles, et de Bideford dans le Devon.
Grenville fait ses études à l'Exeter College, à Oxford.

## Carrière politique
Grenville est élu député de Cornouailles en 1621 et le reste jusqu'en 1625. Sous le roi Charles Ier, il devient député de Launceston en 1625 où il reste jusqu'à ce que le roi Charles Ier décide de régner sans parlement en 1629. Au parlement, Grenville soutient sir John Eliot (homme politique) (en) et l'opposition, et son intimité avec Eliot dure toute sa vie. En 1639, cependant, il apparait en tant que royaliste participant à la Guerres des évêques contre l'Écosse à la suite du roi Charles. La raison de ce changement d'allégeance est inconnue. En tout cas, il est une recrue très précieuse pour la cause royaliste, étant « l'homme le plus généralement aimé de Cornouailles ». Lorsque le parlement se rassemble pour le Court Parlement en avril 1640, Grenville est de nouveau choisi comme député de Launceston. En novembre, il est réélu député de Cornouailles pour le Long Parlement. Il est expulsé en 1642 pour avoir soutenu les Royalistes.
Sous le commandement de Ralph Hopton, Sir Bevil prend une part à la bataille de Braddock Down et, à Stratton (16 mai 1643), où le parlementaire Henry Grey (1er comte de Stamford) est complètement mis en déroute par les Corniques. Il dirige l'un des groupes d'assaut qui enfoncent les lignes de Chudleigh. Il mène ensuite ses hommes dans une marche victorieuse à travers le Devon jusqu'au Somerset.

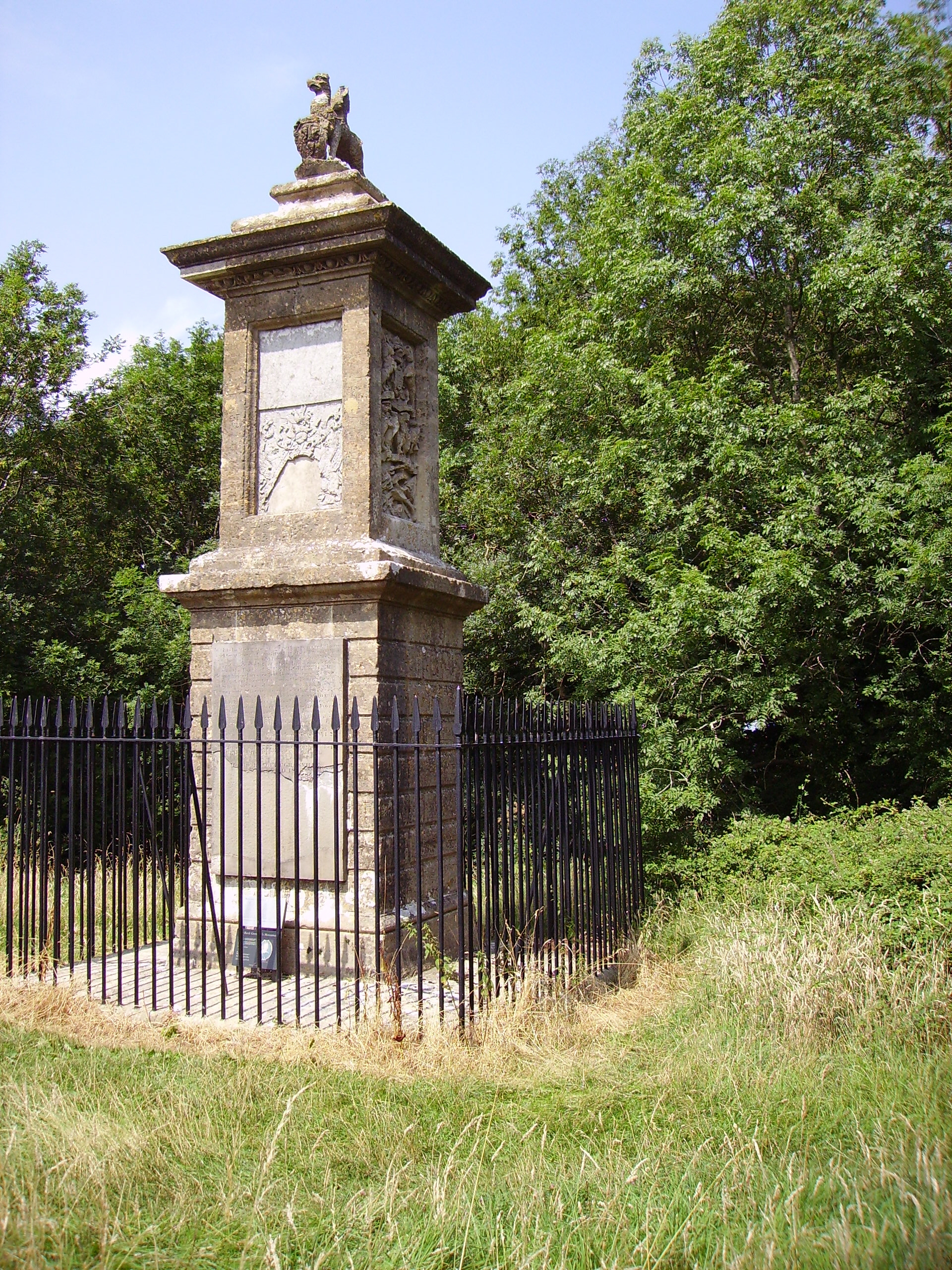
Monument de Sir Bevil Grenville érigé après 1714 par son petit-fils George Granville, 1er baron Lansdown (1666-1735), à l'endroit où il est mort sur Lansdowne Hill près de Bath.

Un mois plus tard, la tentative de Hopton de s'unir avec le prince Maurice et le marquis de Hertford d'Oxford conduit à la bataille de Lansdowne (1643), qui a lieu près de Bath dans le Somerset. Grenville est tué lors de la bataille du 5 juillet 1643, à la tête de l'infanterie de Cornouailles alors qu'elle atteint le sommet de Lansdown Hill. Il reçoit un coup à la tête avec une hache et est emmené au presbytère à proximité de Cold Ashton où il est mort.

## Mariage et enfants

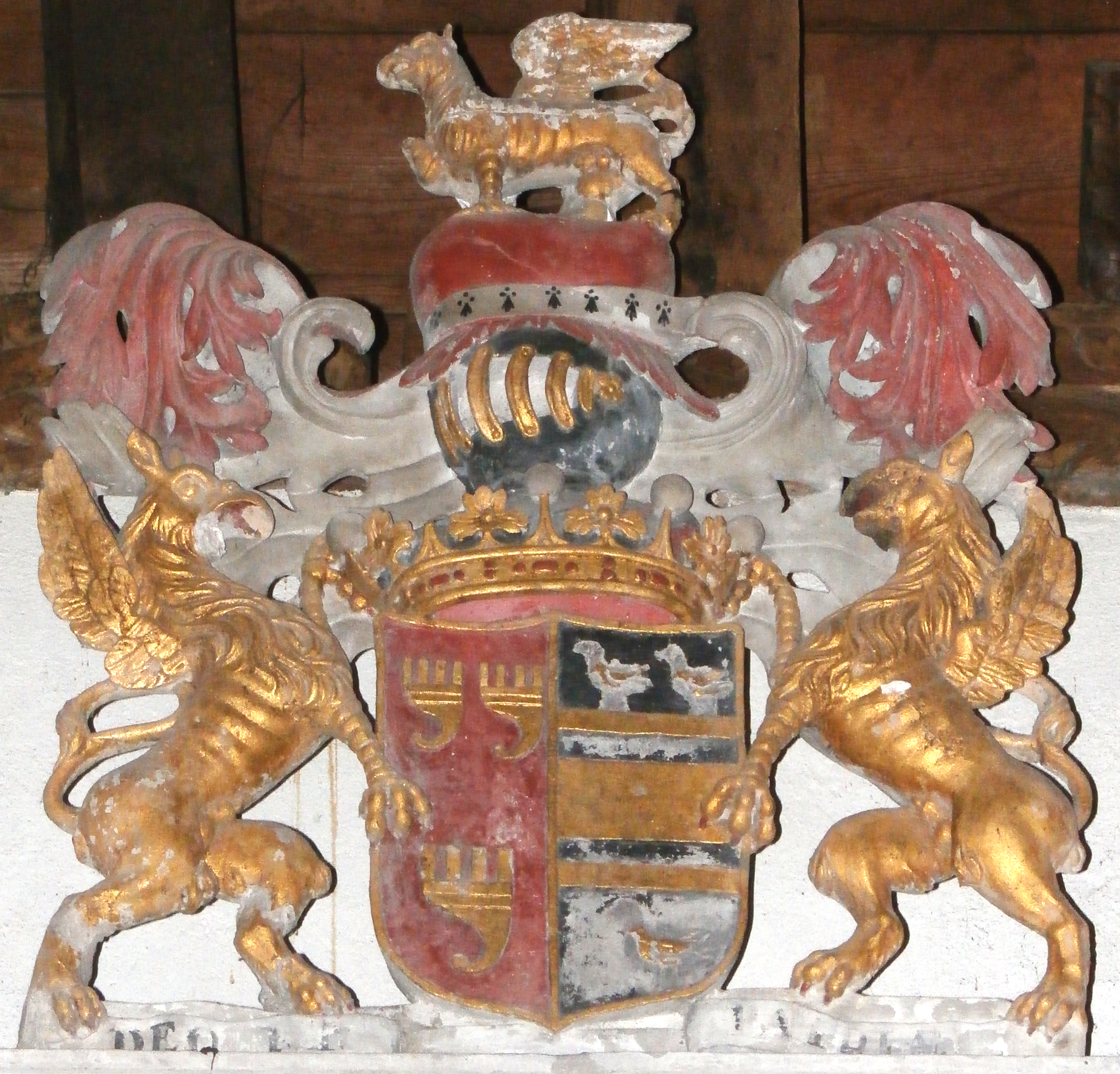
Réalisation héraldique de Sir Bevil Grenville au sommet de son monument dans l'église de Kilkhampton, affichant les armes de Grenville empalant Smith d'Exeter

Il épouse Grace Smith, une fille du second mariage de Sir George Smith (d. 1619) de Madworthy, près d'Exeter Devon, un marchand qui est député d'Exeter en 1604, et trois fois maire d'Exeter. Il est le citoyen le plus riche d'Exeter, possédant 25 manoirs,,. La demi-sœur de Grace, Elizabeth Smythe, est l'épouse de Sir Thomas Monk (en) (1570-1627) de Potheridge, Devon, député de Camelford en 1626, et la mère du général George Monck, 1er duc d'Albemarle, (1608-1670). C'est en grande partie en raison de sa proche parenté avec son cousin germain le duc que le fils de Bevil, John Grenville, est élevé à la pairie en 1660 en tant que comte de Bath et obtient également la réversion du duché d'Albemarle en cas d'absence de descendant masculin de George Monck. Bevil a quatorze enfants, qui par mandat royal de préséance obtiennent le rang et le titre d'enfants de comte par le roi Charles II le 20 août 1675, en reconnaissance des services de leur père. Les enfants de Bevil adoptent une nouvelle orthographe du nom de famille comme « Granville » en 1661 à la suite de l'élévation du fils aîné à la pairie en tant que baron Granville et comte de Bath. Les enfants de Sir Bevil sont :

### Fils
- Richard Granville (né en 1620), fils aîné, est décédé célibataire[10].
- John Granville (1er comte de Bath) (1628-1701), une figure majeure avec son cousin George Monck, 1er duc d'Albemarle, de la restauration de la monarchie du roi Charles II en 1660.
- Dennis Granville (d. 1702[11]) doyen de la Cathédrale de Durham et aumônier du roi Charles II. Il est « un pluraliste sans fard »[12] et un dépensier qui est publiquement arrêté pour dette dans le cloître de la cathédrale de Durham[13]. Sa position a été acquise grâce à son mariage avec une fille de John Cosin (1594-1672), évêque de Durham (1660-1672). Comme son neveu Lord Lansdown, Dennis suit le roi Jacques II en exil, dont il est aumônier ordinaire[14].
- Bernard Granville, (1631-1701)[10] père de George Granville, 1er baron Lansdown (1666-1735). George devient l'héritier mâle de la famille lors de l'extinction de la lignée masculine aînée en 1711, à la suite de la mort de William Granville, 3e comte de Bath (1692-1711), et à cause de cela en 1712 est élevé à la pairie en tant que « baron Lansdown de Bideford"[15]. Cependant, George meurt sans descendance masculine, ne laissant que des filles, et le nouveau titre s'éteint. Le baron Lansdown érige deux monuments à son grand-père Sir Bevil, l'un étant le monument sur Lansdown Hill, l'autre étant un monument mural dans la chapelle de Granville dans l'église de St James le Grand, Kilkhampton. »[16]. En tant que Jacobite, Lord Lansdown est emprisonné dans la tour de Londres entre 1715 et 1717 pendant le règne du roi George Ier (1714-1727) et en 1721 suit en exil français Jacques François Stuart, qui lui accorde plusieurs titres de noblesse "[17] aucun n'avait de statut juridique dans le Royaume de Grande-Bretagne.

### Filles
- Elizabeth Granville, fille aînée[10] épouse de Peter Prideaux, 3e baronnet (1626-1705), de Netherton dans la paroisse de Farway, Devon, députée de Liskeard, Cornwall, en 1661[18]
- Bridget Granville, épouse de Thomas Higgons[10]
- Johanna Granville, épouse du colonel Richard Thornhill[10]
- Grace Grenville, qui le 20 février 1645 à Kilkhampton épouse le colonel Robert Fortescue (1617-1677) (deuxième fils de Hugh Fortescue (1593-1663) de Filleigh, Devon, ancêtre des comtes Fortescue)[19] Robert Fortescue érige un monument mural dans l'église paroissiale d'Ebrington dans le Gloucestershire à ses six fois arrière-grand-père John Fortescue (c. 1394 – c. 1480), juge en chef du banc du roi, sur lequel sont affichées les armes de Grenville[20].